# Бурда Петро Осипович
Петро́ О́сипович Бурда́ — старший сержант Державної служби України з надзвичайних ситуацій.

## Життєпис
Станом на лютий 2019 року — старший пожежний-рятувальник 5-ї державної пожежно-рятувальної частини Головного управління ДСНС у Львівській області. З дружиною, сином та донькою проживає у місті Дрогобич.

## Нагороди та вшанування
- Указом Президента України № 741/2019 від 10 жовтня 2019 року за «особисту мужність і самовіддані дії, виявлені у захисті державного суверенітету та територіальної цілісності України» нагороджений орденом «За мужність» III ступеня[3].